# Calliste vert
Tangara labradorides
Espèce
Statut de conservation UICN

 LC  : Préoccupation mineure
Le Calliste vert (Tangara labradorides) est une espèce d'oiseaux de la famille des Thraupidae.

## Répartition
Cet oiseau vit dans les montagnes de Colombie, d'Équateur et du nord du Pérou.

## Sous-espèces
D'après Alan P. Peterson, cette espèce est constituée des deux sous-espèces suivantes :
- Tangara labradorides chaupensis Chapman, 1925 ;
- Tangara labradorides labradorides (Boissonneau, 1840).